# Ӣ
Ӣ (kleingeschrieben ӣ, IPA-Aussprache /iː/) ist ein Buchstabe des kyrillischen Alphabets, bestehend aus einem И mit Makron.
Im tadschikischen Alphabet repräsentiert der Buchstabe einen ungerundeten geschlossenen Vorderzungenvokal /iː/ bzw. im Wortauslaut /i/. In den Alphabeten des Kildinsamischen und Mansi, die distinktive Länge systematisch markieren, erscheint das Makron auch auf anderen Vokalbuchstaben.